# Atractus matthewi
Atractus matthewi este o specie de șerpi din genul Atractus, familia Colubridae, descrisă de Markezich și Barrio-amorós în anul 2004. Conform Catalogue of Life specia Atractus matthewi nu are subspecii cunoscute.